# 纳塔尼尔·米切尔-布莱克
纳塔尼尔·约瑟夫·米切尔-布莱克（英語：Nethaneel Joseph Mitchell-Blake，1994年4月2日—）生于伦敦纽汉区，是一名英国男子田径运动员，主攻200米赛跑项目。他在13岁时随父母移居至牙买加。尽管如此，他仍然代表英国参加比赛。2013年他进入美国的路易斯安那州立大學就读，并在之后的四年间代表该校参加美国国内校际比赛。

## 外部連結
- 纳塔尼尔·米切尔-布莱克在的頁面
- 纳塔尼尔·米切尔-布莱克的Facebook專頁